# Хлоя (порноакторка)
Хлоя Гоффман (англ. Chloe Hoffman; нар. 14 листопада 1971 року, Таузанд-Оакс, Каліфорнія, США) — американська порноакторка, порнорежисерка і модель.

## Біографія
Походить з родини італійсько-ірландського походження, була вихована в католицькій вірі. Займалася класичним балетом протягом 10 років і мріяла стати професійною балериною. Проте була вимушена залишити балет у віці 17 років через розвиток артриту в стегнах. 

### Порноіндустрія
Втратила цноту в 11 років з 15-річним хлопцем. У 17 почала вживати наркотики, в основному амфетамін. Зрештою, в 1995 році, потрапила в порноіндустрію.

## Нагороди
- 1998

XRCO Best Group Sex Scene for The Psycosexuals
XRCO Unsung Siren
- 1999

XRCO Best Girl Girl Scene for Tampa Tushy Fest 1 (з Алішею Класс)
AVN Best Anal Sex Scene — Film for The Kiss (з Steve Hatcher і Тоні Тедескі)
AVN Best Supporting Actress — Film for The Masseuse 3
AVN Female Performer of the Year
- 2000

XRCO Best Girl Girl Scene for Torn (з Джинджер Лінн)
AVN Best Actress — Film for Chloe
AVN Best All-Girl Sex Scene — Video for Tampa Tushy Fest (з Алішою Класс)
AVN Best Anal Sex Scene — Film for Breaking Up (з Крісом Кенноном)
AVN Best Solo Sex Scene for Chloe
- 2001

XRCO Orgasmic Analist
AVN Best Supporting Actress — Film for True Blue
AVN Best Supporting Actress — Film for True Blue
- 2002

XRCO Best Male-Female Sex Scene for Welcome to Chloeville 3 (з Марком Девісом)
AVN Best All-Girl Sex Scene — Video for Where The Girls Sweat 5 (з Тейлор Сент-Клер, Сінді Кокс і Felecia)
- 2003

NightMoves Best Director (editor's Choice)
- 2005

AVN Most Outrageous Sex Scene for Misty Beethoven, The Musical (з Авою Вінсент і Ренді Спірсом)
- 2006

AVN Hall of Fame
- 2007

NightMoves Hall of Fame
- 2008

XRCO Hall of Fame